# Aszód
Aszód is een plaats (város) en gemeente in het Hongaarse comitaat Pest. Aszód telt 6186 inwoners (2007).